# Buteogallus
Buteogallus este un gen de păsări de pradă din familia Accipitridae. Toți membrii acestui gen sunt esențialmente neotropicali, dar distribuția unei singure specii se extinde ușor în sud-vestul extrem al Statelor Unite.

## Taxonomie
Genul Buteogallus a fost introdus în 1830 de naturalistul francez René Lesson pentru a găzdui șoimulul cu burtă roșie, care este, prin urmare, specia tip. Numele este un cuvânt telescopat al numelui de gen Buteo introdus în 1779 de Bernard Germain de Lacépède pentru vulturi și al genului Gallus introdus în 1760 de Mathurin Jacques Brisson pentru păsări de junglă. Genul conține în prezent nouă specii.
Harpyhaliaetus este un fost gen de vulturi descris de Frédéric de Lafresnaye în 1842. Au fost recunoscute două specii: Harpyhaliaetus coronatus și Harpyhaliaetus solitarius. Cu toate acestea, studii mai recente au condus la fuzionarea acestui gen în Buteogallus.
- Buteogallus schistaceus – șoim sud-american
- Buteogallus lacernulatus – șoim cu gât alb
- Buteogallus aequinoctialis – șoim cu burtă roșie
- Buteogallus anthracinus – șoim negru comun
- Buteogallus gundlachii – șoim negru cubanez
- Buteogallus urubitinga – șoim negru mare
- Buteogallus meridionalis – șoim de savană
- Buteogallus coronatus – acvilă coronată
- Buteogallus solitarius - acvilă solitară